# Freda Foh Shen
Freda Foh Shen (Atlanta, 25 april 1948) is een Amerikaanse actrice.

## Filmografie

### Films
Selectie:
- 2019 Ad Astra - als kapitein Lu
- 2014 The Possession of Michael King - als dr. Cox
- 2013 The Lone Ranger – als Kai
- 2009 Star Trek: The Future Begins – als Kelvin Helmsman
- 2008 The Mummy: Tomb of the Dragon Emperor – als verteller
- 2004 Mulan II – als Fa Li (stem)
- 2004 The Ladykillers – als oliebollenvrouw
- 2001 Planet of the Apes – als Bon
- 2000 Dude, Where's My Car? – als Chinese Fooooood vrouw (stem)
- 2000 Miracle in Lane 2 – als dr. Kwan
- 1998 Mulan – als Fa Li (stem)
- 1996 The Glimmer Man – als Polygraph technicus
- 1993 Born Yesterday – als dienstmeisje
- 1992 Basic Instinct – als medewerkster Berkeley

### Televisieseries
Uitgezonderd eenmalige gastrollen.
- 2019-2021 9-1-1 - als Anne Lee - 3 afl.
- 2019 The Fix - als rechter Sandra Song - 2 afl.
- 2017-2018 Andi Mack - als tante Mei - 2 afl.
- 2012-2018 Elementary - als Mary Watson - 3 afl.
- 2011-2013 Franklin & Bash – als rechter Leslie Hong – 3 afl.
- 2013 LearningTown – als Wand-A – 3 afl.
- 2008 Days of Our Lives – als Eleanor Thomas – 2 afl.
- 2006-2007 Close to Home – als Dr. Perrin – 5 afl.
- 2005 Everwood – als Dr. Chao – 5 afl.
- 2002 24 – als dokter – 2 afl.
- 2000-2001 Gideon's Crossing – als mrs. Lee – 7 afl.
- 1998-1999 ER – als audiologe – 3 afl.
- 1998 To Have & to Hold – als rechter Alice Selleck – 2 afl.
- 1994-1996 Party of Five – als miss Minor – 2 afl.
- 1993 Silk Stalkings – als dr. Noriko Weinstein – 4 afl.

- International Standard Name Identifier: 0000 0000 7789 8024
- Library of Congress Control Number: no2010064391
- Nationale Bibliotheek van Israël: 987009541013305171
- Virtual International Authority File: 120567163
- WorldCat: E39PBJv4gvjTf77gcGtKC7RkDq